# Talipariti bowersiae
Talipariti bowersiae är en malvaväxtart som beskrevs av Paul Arnold Fryxell. Talipariti bowersiae ingår i släktet Talipariti och familjen malvaväxter. Inga underarter finns listade i Catalogue of Life.